# 와타나베 료 (1996년 10월)
와타나베 료(일본어: 渡邉 りょう, 1996년 10월 25일~)는 일본의 축구 선수이다.

## 구단 경력
그는 2019년 J3리그의 아술 클라로 누마즈에 입단했다. 2022년까지 77경기에 출전하여, 17득점을 넣었다. 2022년 7월 후지에다 MYFC로 이적했다. 2022년 J3리그 준우승으로 J2리그로 승격했다. 2023년 J2리그 26경게 출전하여 13득점을 기록했다. 2023년 7월 J1리그의 세레소 오사카로 이적했다. 2024년 7월 주빌로 이와타로 이적했다. 2024년후 J2리그에 강등했다.